# Translozierte Bauwerke in Aachen
Diese Liste über die translozierte Bauwerke in Aachen bietet eine Übersicht ohne Anspruch auf Vollständigkeit über Bauwerke, kleinere Einzelobjekte und Gebäudeteile in der Stadt Aachen, die transloziert, d. h. an ihrem ursprünglichen Platz abgebaut und an einer anderen Stelle wiederaufgebaut wurden. Meist handelt es sich dabei um denkmalgeschützte Objekte oder Teile davon.
Translozierungen von Gartenhäusern (z. B.: die Gartenhäuser Mantels und Nuellens) oder Einzelobjekten (z. B.: Kongressdenkmal, Couvenwandbrunnen, Gartentreppen) wurden in Aachen bereits zu Beginn des 20. Jahrhunderts hauptsächlich für die Gestaltung von Parks und Gärten vorgenommen, nachdem die betreffenden Stadthäuser, bei denen diese Objekte ihren vormaligen Standort hatten, durch Umstrukturierungsmaßnahmen anderweitig verplant oder gar abgerissen worden waren. Nach den massiven Zerstörungen durch den Zweiten Weltkrieg ging es dann vor allem um die Rettung historischer Hausfassaden und zahlreicher Gewände aus massivem Blaustein, die nach einer Zwischenlagerung mit Inventarisierung auf dem städtischen Bauhof schließlich in die Neubauprojekte der 1970er Jahre integriert wurden. In einigen Fällen (z. B.: Templergraben) kam es zu Translozierungen vor Ort, wenn beispielsweise durch Veränderungen der Straßenflucht Häuser abgerissen, zurückversetzt und neu aufgebaut werden mussten, wobei deren alte historische Fassade des straßeneinheitlichen Bildes wegen in den Neubau integriert wurden.

## Gebäude
| Bezeichnung                                   | erbaut                        | ursprünglicher Ort                                                                                          | Anmerkungen | Bild           |
| --------------------------------------------- | ----------------------------- | --- | --- | -------------- |
| Gartenhaus Mantels Lousberg (Lage)            | 1740 von Johann Joseph Couven | Garten des Hauses des Tuchfärbers Nikolaus Mantels am Annuntiatenbach 20 (Lage)                             | 1905–1907 als Kerstenscher Pavillon auf den Lousberg transloziert | weitere Bilder |
| Gartenhaus Nuellens Kurpark Burtscheid (Lage) | 1740 von Johann Joseph Couven | Garten des Hauses des Tuchmachers Johann Heupgen am Friedrich-Wilhelm-Platz 6, später Hotel Nuellens (Lage) | 1927 zunächst transloziert in den Garten von Haus Fey am Seilgraben 34 transloziert(Lage). Nach dem Zweiten Weltkrieg vorübergehend konserviert schließlich 1961 im Kurpark Burtscheid wieder aufgebaut. | weitere Bilder |

## Kleinere Einzelobjekte
| Bezeichnung                                                      | erbaut                                                                                       | ursprünglicher Ort | Anmerkungen | Bild            |
| ---------------------------------------------------------------- | -------------------------------------------------------------------------------------------- | --- | --- | --------------- |
| Blausteinportal Markt 39–41 (Lage)                               | Mitte 18. Jh.                                                                                | Kloster Marienbongard (Lage) | eingesetzt im „Haus zum Wolf“, dem linken Anbau von Haus Löwenstein. Es ist aktenmäßig und fotografisch nicht zu belegen, aus welchem Gebäudeteil des abgerissenen Klosters das Portal stammt.                                                                                       |                 |
| Blausteinportal Neupforte 3–7 (Lage)                             | 2. Hälfte 18. Jh.                                                                            | Neupforte 5–7 (Lage) | Blausteinportal des ehemaligen Hauses Neupforte 5–7; bestehend aus seitlichen Gewänden mit Sockel und Kapitell mit darüber geschlagenem Segmentbogen und Schlusskeilstein. Bei der Errichtung des jetzigen Neubaues wurde die alte Toreinfahrt im Jahre 1970 im Hof wiedererrichtet. |                 |
| Couvenwandbrunnen Abteiplatz, Burtscheid (Lage)                  | von Jakob Couven                                                                             | Innenhof des Wespienhauses in der Kleinmarschierstraße (Lage)                                                                                      | 1928 transloziert zunächst in den Ehrenhof von Haus Fey am Seilgraben 34(Lage) Schließlich 1993 wieder aufgebaut an einer Wand unterhalb der Kirche St. Johann in Burtscheid | weitere Bilder  |
| Epitaph Kurpark Burtscheid (Lage)                                | 1750er-Jahre                                                                                 | Vor dem Hochaltar der 1673 erbauten und 1887 abgerissenen St. Stephans Kirche des ehemaligen Beginenklosters in der Aachener Hartmannstraße (Lage) | Sandstein-Epitaph mit Wappenmedaillons der Familie Adolphus Georgius Franciscus Wilh. De Colyn († 21. Mai 1753) und seiner Gattin Maria Sophia Alexandrina Wilhelmina ab Herssel († 14. Juni 1752); Inschriften und Details siehe weitere Bilder                                     | weitere Bilder  |
| Freitreppe, Pontstraße 148 (Lage)                                | 1788 von Johann Joseph Couven                                                                | Haus Eckenberg, Eckenberger Straße, Aachen-Burtscheid Lage                                                                                         | erbaut für die Burtscheider Familie Pastor. Aus dem zerstörten Gebäude wurde das schmiedeeiserne Treppengeländer zum Pfarrhaus der Heilig-Kreuz-Kirche in die Pontstraße transloziert.                                                                                               |                 |
| Freitreppe und Pavillon Neustraße 25, Burtscheid (Lage)          | Mitte 18. Jh. von Johann Joseph Couven                                                       | Hauptstraße 33 und 35, Aachen-Burtscheid Lage | Sitz der Burtscheider Familie Klausener. Die doppelläufige Freitreppe stammt aus dem von Couven erbauten Haus „Die Kron“ / „Zur Krone“ und der Gartenpavillon wurde aus Teilen des Hauses Schumacher zusammengesetzt.                                                                |                 |
| Fürstenbad Kurparkterrassen Dammstraße (Lage)                    | 1862–1865 von Friedrich Joseph Ark                                                           | Bestandteil des spätklassizistischen Badehotels Kaiserbad am Büchel. Lage                                                                          | auf Initiative von Hans Königs wurden 1963 zwei Mosaikkuppeln in die Kurparkterrassen Burtscheid transloziert und integriert. Marmorverkleidungen und Fußbodenbeläge wurden erneuert, Geländer, Armaturen und Holzeinbauten fehlen. 2003 in das Denkmälerverzeichnis aufgenommen.    | weitere Bilder  |
| Guaita’sche Gartentreppe Stadtgarten Aachen (Lage)               | um 1750 von Johann Joseph Couven? um 1780 von Jakob Couven?                                  | Garten des Hauses des Färbers Josef Schweling in der Rosstraße 46–48, später im Besitz der Familie Guaita (Lage)                                   | 1905 transloziert in den damaligen Kurpark, später Stadtgarten | weitere Bilder  |
| Kongreßdenkmal Stadtgarten Aachen (Lage)                         | 1841–1844 von Andreas Hansen nach Plänen von Johann Peter Cremer und Karl Friedrich Schinkel | Adalbertsteinweg an der Stelle des heutigen Amtsgerichts (Lage)                                                                                    | 1914 wurde es demontiert und zwischengelagert sowie schließlich 1928 im Stadtgarten neu aufgebaut | weitere Bilder  |
| Löwenfigur Ferberpark Aachen (Lage)                              | 1911 von Hugo Lederer                                                                        | Eine von ehemals zwei Löwenfiguren am Kaiser-Friedrich-Denkmal am Kaiserplatz in Aachen (Lage)                                                     | Anlässlich einer Komplettsanierung des Reiterdenkmals wurde eine Löwenfigur an den Eingang des Ferberparks zur Kapellenstraße in Burtscheid hin transloziert | Löwe Ferberpark |
| Rosenkranzportal St. Paul Jakobstraße (Lage)                     | 1705 von Laurenz Mefferdatis                                                                 | gleiche Adresse | Das Hauptportal befand sich in der Straßenwand als Zugang zum Kirchenvorplatz. 1967 erfolgte die originalgetreue Rückversetzung von der Straßenflucht und Einbindung mit dem vorhandenen Haupteingang der Kirche                                                                     |                 |
| Torbogen Rosstraße (Lage)                                        |                                                                                              | Form, Art und Details lassen auf den Torbogen von Haus Bendelstraße 35 schließen, abgebrochen 1969 (Lage)                                          | steht heute zwischen zwei modernen Gebäuden (Rosstraße 58 und 60) als Einfahrt zum Innenblockbereich |                 |
| Tritonenbrunnen Kaiser-Friedrich-Allee (Lage)                    | 1906–1910 von Carl Burger                                                                    | Vorplatz des Hauptbahnhofs Aachen (Lage) | 1923 wiederaufgebaut an der Kaiser-Friedrich-Alle am Rande des Kaiser-Friedrich-Parks | weitere Bilder  |
| Spolien des Wachhauses am Königstor Kaiser-Friedrich-Park (Lage) | 1836 von Adam Franz Friedrich Leydel                                                         | Eingangsbereich Wach- und Zollhaus Königsstraße 75 (Lage)                                                                                          | wiederaufgebaut im Eingangsbereich Kaiser-Friedrich-Park; Dreistufiger Unterbau; als oberer Abschluss des freistehenden sich verjüngenden Viereckpfeilers je eine Steinkugel. Vorder- und Rückseite ziert ein Siegeskranz-Relief.                                                    |                 |

## Gebäudesegmente
| Bezeichnung                                             | erbaut                                        | ursprünglicher Ort | Anmerkungen | Bild           |
| ------------------------------------------------------- | --------------------------------------------- | --- | --- | -------------- |
| Haus Am Roskapellchen 1 Blausteingewände (Lage)         | um 1700                                       | Annastraße 9 (Lage) | Blausteingewände des Hauses Annastraße 9; Wiederaufbau am neuen Ort 1975/76. |                |
| Haus Augustinergasse 4–6 Fassade (Lage)                 | um 1830, zugeschrieben Jean-Pierre Cluysenaar | Haus Templergraben 79 (Lage) | auf Veranlassung von Leo Hugot im Jahr 1975 transloziert zur Augustinergasse; Die Gebäudefront wurde im Vergleich zum früheren Bau im Erdgeschoss verändert. Anstelle einer Tordurchfahrt in der linken Seite und eines Fensters in der äußersten rechten Achse wurden zwei Türöffnungen und ein weiteres Fenster links eingefügt.                                                |                |
| Haus Fischmarkt 1 Blausteinelemente, Portalbogen (Lage) | 17. Jh.                                       | verschiedene Quellen, u. a Burg Lürken (Lage) | Zahlreiche Blausteinelemente wurden von anderen, niedergelegten Gebäuden aus der Aachener Umgebung transloziert. Portalbogen im seitlichen zum Spitzgässchen liegenden Teil stammt aus der 1965 abgetragenen Burg Lürken | weitere Bilder |
| Haus Hof 5 Fassade (Lage)                               | vor 1840                                      | Haus Büchel 22 (Lage) | Beim Neubau 1972 von Hof 5 nach Plänen des Architekten Werner Schottstädt wurde die Fassade Büchel 22 leicht verändert, ist in ihrer Struktur aber nachvollziehbar geblieben; dreigeschossige und zweiachsige Backsteinfassade mit Blausteingewänden |                |
| Haus Hof 9 Fassade (Lage)                               | 19. Jh.                                       | Haus Eilfschornsteinstraße 25 (Lage) | transloziert zum Hof anlässlich des dortigen Neubaus durch Leo Hugot im Jahr 1968. Die Fassade von der Eilfschornsteinstraße 25 erhielt hier bewusst keinen weißen Anstrich, sondern blieb steinsichtig, dadurch konnte das benachbarte Quirinusbad noch stärker betont werden.                                                                                                   |                |
| Haus Hof 20 Fassade (Lage)                              | um 1820                                       | Haus Peterstraße 49 (Lage) | Dreigeschossige und fünfachsige klassische Blaussteinfassade mit Mittelgiebeln und Pilastern, transloziert anlässlich des Neubaus im Jahr 1965 in die Eckfassade von Haus Hof 20 nach Plänen der Architekten Hans Haas und Winfried Wolks |                |
| Haus Hühnermarkt 19 verschiedene Bestandteile (Lage)    | 18. Jh.                                       | Arrangement aus: - Haustüre aus Haus Bahnhofstraße 22 (Lage) - Balkonkorb aus Haus Franzstraße 8 (Blinder Esel) (Lage) - Blausteingewände aus Haus Krugenofen 15-17 (Lage) | zusammengetragen beim Neubau im Jahr 1950 in der Fassade von Hühnermarkt 19; Darüber hinaus wurden Schlusssteine verschiedener Herkunft verwendet (u. a. zugeschrieben Haus Hauptstraße 35 in Burtscheid). |                |
| Haus Jakobstraße 4 Tür- und Fenstergewände (Lage)       | um 1840                                       | Haus Schildstraße 10 (Lage) | originalgetreue Wiederverwendung beim Neubau 1974 von Blaustein-, Tür- und Fenstergewände aus dem ehemaligen Gebäude Schildstraße 10. Vergleichbar zum Altbau Schildstraße 10 existiert heute noch das Haus Schildstraße 14, welches den früheren Aufbau der Fassade weitestgehend behalten hat.                                                                                  |                |
| Haus Jakobstraße 6 Fassade, Gewände (Lage)              | um 1840                                       | Haus Schildstraße 8 (Lage) | originalgetreue Wiederverwendung beim Neubau 1974 der Fassade aus Haus Schildstraße 8 sowie von Blaustein-, Tür- und Fenstergewände aus dem ehemaligen Gebäude Schildstraße 8. Teile der alten Fassade von Haus Jakobstraße 6 fand Wiederverwendung im Haus Jakobstraße 12. |                |
| Haus Jakobstraße 8 Fassade (Lage)                       | um 1840                                       | Haus Promenadenstraße 7 (Lage) | Wiederverwendung der Fassade von Haus Promenadenstraße 7 durch Karl Faymonville beim Neubau 1974. |                |
| Haus Jakobstraße 10 Fassade (Lage)                      | um 1840                                       | Haus Peterstraße 45 (Lage) | Durch Leo Hugot 1979 rekonstruierte und idealisierte Fassade des Eckgebäudes Jakobstraße 10/Judengasse 2 unter Verwendung alter Blausteinwerkstücke (datiert auf 1819); zur Judengasse hin Toreinfahrt mit Blausteinportal des ehemaligen Gebäudes Peterstr. 45 (1748); in der Hofmauer eingelassen der Stadtadler von ehemaligen Erweiterungsbau des Bades „Königin von Ungarn“. |                |
| Haus Jakobstraße 12 Fassade (Lage)                      | um 1840                                       | Arrangement aus: - Haus Jakobstraße 6 (Lage) - Haus Großkölnstraße 7 (Lage)                                                                                                | originalgetreuer und idealisierter Neubau 1974 durch Leo Hugot, zweier Gebäudeteile, deren rechter Anteil (Nr. 12) zur Judengasse hin um zwei Meter zurückspringt. Letzterer erhielt die alte Fassade von Haus Jakobstraße 6 mit den Stichbogengewände und ornamentierten Schlusssteinen. Die linke Fassade stammt dagegen von Haus Großkölnstraße 7.                             |                |
| Haus Jakobstraße 14 Fassade (Lage)                      | Mitte 18. Jh. von Johann Joseph Couven        | Großkölnstraße 5 (Lage) | originalgetreuer und idealisierter Neubau 1974/1975; dreigeschossige und dreiachsige Backsteinfassade mit Blausteingewänden. Das Ursprungshaus war einst in das 1905 erbaute Warenhaus Tietz am Markt integriert worden. |                |
| Haus Jakobstraße 16 Fassade (Lage)                      | Mitte 18. Jh. von Johann Joseph Couven        | Großkölnstraße 3 (Lage) | originalgetreuer und idealisierter Neubau 1974/1975; zweiteilig gegliederte dreigeschossige und vierachsige Backsteinfassade mit Blausteingewänden, überhöhtes Erdgeschoss und durchgehendes Mansarddach. Das Ursprungshaus war einst in das 1905 erbaute Warenhaus Tietz am Markt integriert worden                                                                              |                |
| Haus Kockerellstraße 9 Fassade (Lage)                   | Anfang 19. Jh.                                | Peterstraße 47 (Lage) | Fenstergewände, Gesimse und Erdgeschossverkleidung aus Blaustein wurden beim Wiederaufbau vom ehemaligen Haus Peterstraße 47 wiederverwendet |                |
| Haus Kockererellstraße 13 Blausteingewände (Lage)       | 18. Jh.                                       | Haus Kockerellstraße 21 (Lage) | Blaustein-, Tür- und Fenstergewände aus dem ehemaligen Gebäude Kockerellstraße 21, die im Jahre 1974 bei der Errichtung des Gebäudes in der 4-geschossigen und 4-achsigen Fassade wiederverwandt wurden. |                |
| Haus Kockererellstraße 15 Blausteingewände (Lage)       | um 1840                                       | Haus Pontstraße 1c (Lage) | originalgetreuer Neubau durch Leo Hugot 1974 unter Verwendung von Blaustein-Fenstergewänden des ehemaligen Gebäudes Pontstrasse 1c; 4-geschossig in 3 Achsen und Dachgeschoss; Ladeneinbau im Erdgeschoss |                |
| Haus Kockererellstraße 17 Blausteingewände (Lage)       | 19. Jh.                                       | Haus Rosstraße 52–54 (Lage) | originalgetreuer Einbau beim Neubau 1976 durch Winfried Wolks und Nikolaus Hühnerschulte von Tür- und Fenstergewände aus Blaustein des ehemaligen Gebäudes Rosstraße 52–54 aus dems 19. Jh., die in der 4-geschossigen, 6-achsigen Fassade wiederverwandt wurden. |                |
| Haus Krämerstraße 7 Fassade (Lage)                      | um 1808                                       | Jakobstraße 120 (Lage) | viergeschossiger Backstein-Neubau von 1949 unter Verwendung von Blaustein-Werkstücken des ehemaligen Hauses Jakobstraße 120; zum Hühnermarkt in vier, zur Krämerstraße in zwei Achsen erbaut. |                |
| Haus Neupforte 8 Fassade (Lage)                         | 18. Jh.                                       | Arrangement aus: - Eckgebäude Kloster-/Marienbongard (Lage), - Eilfschornsteinstraße 7 (Lage) - Michaelsbergstraße 9 (Lage)                                                | Arrangement verschiedener Bauelemente diverser Herkunft |                |
| Haus Rosstraße 54 Fassade (Lage)                        | 18. Jh.                                       | Rosstraße 32 (Lage) | Die Fassade erhielt die Kreuzstöcke zurück und im Erdgeschoss wurden die Fenster zu den erhaltenen Stürzen wieder vervollständigt sowie Schlagläden angebracht. Leichte Höhenanpassungen durch weitere Ziegellagen, Achsenabstand offenbar verbreitert. |                |
| Haus Rosstraße 56 Fassade (Lage)                        | 18. Jh.                                       | Rosstraße 60 (Lage) | Idealisierte und mehrfach veränderte Translozierung |                |
| Haus Seilgraben 34 Fassade und Werksteinteile (Lage)    | um 1765 von Jakob Couven                      | Haus Seilgraben 32 (Lage) | 1949 wurden Teile des 1944 zerstörten Haus Feys auf dem Seilgraben 32 in den im Couvenstil erbauten Neubau von Seilgraben 34 transloziert sowie die Grundstücksmauer erneuert und mit Gedenktafeln ausgestattet | weitere Bilder |
| Häuser Templergraben 4–8 Fassaden (Lage)                | Mitte 19. Jh.                                 | gleiche Adresse | Beim Neubau der Häuser und Zurücksetzen um rund vier Meter wegen Begradigung der Straßenflucht im Jahr 1980 wurden die Frontfassaden der vormaligen Altbauten originalgetreu wiederverwendet. |                |
| Haus Theaterstraße 88 Fassaden (Lage)                   | um 1840                                       | Theaterstraße 90 (Lage) | beim Neubau 1976 nach Plänen von Wilhelm Rosen idealisierte Translozierung von Fassade und Werksteinteileilen aus dem Nachbarhaus Theaterstraße 90, dreigeschossig in 5:3 Achsen, Backstein mit Blausteingewänden. |                |
| Wespienhausfassade Pontstraße (Lage)                    | 1735 von Johann Joseph Couven                 | Kleinmarschierstraße 45 (Ecke Elisabethstraße) (Lage) | 1951 wurden zunächst Werksteinteile aus drei der fünf Mittelachsen des kriegszerstörten Hauses geborgen und eingelagert und 1972/73 die Fassadenteile beim Bau der Turnhalle des Kaiser-Karls-Gymnasiums an die Westfassade integriert. | weitere Bilder |